# أوتو يوجين آدامز
أوتو يوجين آدامز (بالإنجليزية: Otto Eugene Adams)‏ هو مهندس معماري أمريكي، ولد في 1 نوفمبر 1889، وتوفي في 31 يناير 1968.